# Cylindrocladium heptaseptatum
Cylindrocladium heptaseptatum är en svampart som beskrevs av Sobers, Alfieri & Knauss 1975. Cylindrocladium heptaseptatum ingår i släktet Cylindrocladium och familjen Nectriaceae.   Inga underarter finns listade i Catalogue of Life.